# Бракшки (остановочный пункт)
Бра́кшки (латыш. Brakšķi) — железнодорожный остановочный пункт в Ливберзской волости Елгавского края, на линии Тукумс II — Елгава. Открыт в 1931 году. Закрыт в 1998 году в связи с прекращением пассажирского сообщения на линии. Расстояние по железной дороге до станции Рига-Пасажиеру составляет 56 км.